# Agonopterix budashkini
Agonopterix budashkini is een vlinder uit de familie grasmineermotten (Elachistidae). De wetenschappelijke naam is voor het eerst geldig gepubliceerd in 1998 door Lvovsky.
De soort komt voor in Europa.